# Karl Beckurts
Karl Beckurts (* 6. Mai 1894 in Braunschweig; † 27. November 1952) war ein deutscher Manager.

## Biografie
Beckurts war Industriekaufmann und Werksdirektor.
Er war im Zweiten Weltkrieg Generaldirektor der Gustloff-Werke. 1942 wurde er von Albert Speer zum Vorsitzenden der Rüstungskommission IX b (Weimar) ernannt.
Er war der Vater des Physikers und Managers Karl Heinz Beckurts.